# I Just Want to Make Love to You
I Just Want to Make Love to You è una canzone blues scritta da Willie Dixon e registrata da Muddy Waters nel 1954, pubblicata su singolo con il titolo Just Make Love to Me (Chess 1571).

## Il brano
I don't want you to work all day

But I want you to be true

And I just wanna make love to you»
(I Just Want to Make Love to You, Willie Dixon)
Il singolo raggiunse la quarta posizione nella classifica statunitense Billboard R&B Best Sellers.
Nel 1968 Waters registrò nuovamente la canzone per l'album Electric Mud (1968).
Brano blues tra i più celebri, da allora la canzone è stata fatta oggetto di numerose reinterpretazioni da parte di artisti di svariate influenze musicali.

## Cover
- Etta James nel 1960.
- The Rolling Stones nel 1964 (con un testo leggermente modificato).
- Foghat nel 1972.
- Bo Diddley, Muddy Waters, e Little Walter nell'album Super Blues del 1967.
- Adele
- Barbara Dane
- Chuck Berry
- The Sensational Alex Harvey Band
- Grateful Dead
- Buddy Guy
- Mungo Jerry
- The Kinks
- Shadows of Knight
- Robben Ford
- Rod Stewart
- Van Morrison
- Lou Rawls
- The Righteous Brothers
- The Yardbirds
- The Animals
- Janis Siegel
- Meat Puppets
- Cold Blood
- April Wine
- Louise Hoffsten
- Lee Aaron
- Saxon
- Cold Sweat
- Nanette Workman
- Jimmy Smith
- Smith
- Johnny Kidd & the Pirates
- James Blood Ulmer
- Junior Wells
- Memphis Slim
- Johnny Otis
- Paul Rodgers
- The New Orleans Radiators
- Eddy Clearwater
- Thornetta Davis
- Louise Hoffsten
- Cash McCall
- Tom Petty and the Heartbreakers
- Soraya Arnelas in lingua spagnola con il titolo Tu Piel sull'album Corazón de Fuego del 2005.
- The Dead Weather
- The Smashing Pumpkins